# Aeroportul Bristol Filton
Aeroportul Bristol Filton (IATA: FZO, ICAO: EGTG) este un aeroport din Filton, South Gloucestershire, Gloucestershire, South West England, Anglia, Regatul Unit. A fost deschis în 1911.
Situat la o altitudine de 69 m, aeroportul dispune de o singură pistă.